# Бухарский район
Бухарский район (тума́н; узб. Buxoro tumani / Бухоро тумани, также известен как район Бухоро) — район в Бухарской области Узбекистана. Административный центр — город Галаасия.

## История
Район был образован в 1930-х годах. 15 сентября 1959 года к Бухарскому району был присоединён Галаасийский район.

## Административно-территориальное деление
По состоянию на 1 января 2011 года, в состав района входят:
- Город районного подчинения

1. Галаасия.

- 6 городских посёлков:

1. Арабхона,
2. Дехча,
3. Подшойи,
4. Работак,
5. Урта Новметан,
6. Хумини Боло.

- 14 сельских сходов граждан:

1. Багикалан,
2. Истикбол,
3. Каваля Махмуд,
4. Кунжикала,
5. Кучкумар,
6. Лоша,
7. Рабаткалмок,
8. Саховат,
9. Сохибкор,
10. Суфикоргар,
11. Шахонча,
12. Шергирон,
13. Юринболо,
14. Янги Турмуш.
15. Кушходим